# Mauzolej Schilizzi
Mauzolej Schilizzi (Mauzolej Schilizzi), poznat i kao mauzolej Posillipo ili Ara Votiva per i Caduti della Patria, monumentalni je mauzolej izgrađen 1880-ih u neoegipatskom stilu. Nalazi se u Posillipu u Napulju i gleda na zaljev s vrha brda.

## Povijest
Mauzolej je naručio bogati bankar Matteo Schilizzi kao mauzolej koji će biti smješten na groblju Poggioreale, a nacrte je izradio Alfonso Guerra. Do 1920-ih zgradu je kupila općina, preselila je na današnje mjesto i služila kao mauzolej za vojnike i domoljube. Rad je dovršio Alfonsov sin, Camillo. Karijatide na ulazu su Giovanni Battista Amendola.